# مارشوو
مارشوو (به چکی: Maršov) یک منطقهٔ مسکونی در جمهوری چک است که در ناحیه برنو-تسوونتری واقع شده‌است. مارشوو ۷٫۴۶ کیلومتر مربع مساحت و ۴۶۴ نفر جمعیت دارد و ۴۶۷ متر بالاتر از سطح دریا واقع شده‌است.